# YJ-18
YJ-18 (NATO-ova oznaka CH-SS-NX-13) obitelj je kineskih protubrodskih i kopnenih krstarećih raketa. 

## Opis
Ministarstvo obrane Sjedinjenih Američkih Država vjeruje da je YJ-18 sličan ruskom 3M-54 Kalibr, s podzvučnim krstarenjem i nadzvučnim terminalnim napadom. Projektilu se pripisuje domet od 540 km. Neki zapadni analitičari vjeruju da je YJ-18 kopija 3M-54E, s dometom krstarenja od 180 km pri brzini od 0,8 Macha. Drugi izvori tvrde da varijanta lansirana s podmornice ima domet od 500 km s terminalnom brzinom od 2 Macha i da leti na nižoj terminalnoj visini od ruskog Kalibra/Kluba.
Projektil se može lansirati iz sustava za vertikalno lansiranje i moguće iz podmorničkih torpednih cijevi. Kineski mediji tvrde da projektil ima inercijski sustav navođenja koji koristi podatke navigacijskog satelitskog sustava BeiDou i nosi visokoeksplozivnu bojnu glavu od 300 kg ili antiradijacijsku bojnu glavu za uništavanje elektronike na kratkom dometu.
YJ-18 je raspoređen na razaraču tipa 052D i razaraču tipa 055. Možda ga već nosi nuklearna napadna podmornica klase Shang II opremljena VLS ćelijama, a zamijenit će projektil YJ-82 dometa 37 km na podmornicama klase Yuan i dizelsko-električnim podmornicama klase Song i vjerojatno će biti raspoređen na podmornici tipa 095, a mogao bi biti sposoban za raspoređivanje na podmornicama klase Kilo. Kopnena verzija mogla bi zamijeniti podzvučni YJ-62 dometa od 400 km u obalnim baterijama.

## Varijante
- YJ-18 : Izvorna varijanta za kopneni napad lansirana s brodova.
- YJ-18A : Vertikalno lansirana brodska protubrodska varijanta, raspoređena na razaračima klasa 052D i 055.
- YJ-18B : Inačica za lansiranje s podmornice.
- YJ-18C : Inačica za napad s kopna lansirana iz transportnih kontejnera sličnih raketnom sustavu Kalibr.[7]
- Mobilna obalna varijanta : Kopnena verzija s nepoznatom oznakom, moguće opremljena većim pojačivačem (boosterom) za veći domet.

## Slične rakete
- 3M-54 Kalibr i njegova izvozna verzija 3M-54 Klub
- BrahMos
- P-800 Oniks
- Perzej (projektil)